# Бирса
Бирса е наименованието на цитаделата на хълма на пунически Картаген.
Според една версия етимологията произлиза от финикийски дума за крепост или за градско укрепление. 
Днес хълма се нарича по името на църквата на него – Сен Луи. Височината му 57 m. Според Вергилий  и Марк Юниан Юстин  името произлиза от древногръцката дума, означаваща βυρσα т.е. „кожа“ и е свързана с легендата за основаването на Картаген от Дидона.